# Rattus colletti
Rattus colletti  (Thomas, 1904) è un roditore della famiglia dei Muridi endemico dell'Australia

## Descrizione

### Dimensioni
Roditore di medie dimensioni, con la lunghezza della testa e del corpo tra 120 e 200 mm, la lunghezza della coda tra 95 e 150 mm, la lunghezza del piede tra 28 e 33 mm, la lunghezza delle orecchie tra 17 e 21 mm e un peso fino a 215 g.

### Aspetto
La pelliccia è ruvida e spinosa. Le parti superiori sono marroni, cosparse di peli grigi e giallastri, i fianchi e la gola sono giallognoli, mentre le parti inferiori sono giallo-grigiastre chiare. Le orecchie sono piccole e marroni scure. Il muso è allungato. Il dorso dei piedi e bruno, le piante sono nerastre. La coda è più corta della testa e del corpo, uniformemente grigio scura o nerastra, cosparsa di pochi piccoli peli nerastri e rivestita da 11 anelli di scaglie per centimetro. Le femmine hanno 6 paia di mammelle. Il cariotipo è 2n=42 FN=60.

## Biologia

### Comportamento
È una specie terricola e notturna. Durante la stagione piovosa si rifugia in zone alte dove costruisce tane superficiali. Quando le acque si ritirano invade le aree inondate, costruendo buche nel terreno argilloso.

### Alimentazione
Si nutre principalmente di chicchi di grano e steli d'erba.

### Riproduzione
La riproduzione avviene a partire dalla fine della stagione piovosa, marzo-aprile, all'inizio di quella secca, a luglio. Le femmine danno alla luce più di 9 piccoli alla volta.

## Distribuzione e habitat
Questa specie è diffusa nelle pianure costiere del Territorio del Nord.
Vive in associazione alle pianure alluvionali lungo i fiumi e prive di alberi.

## Conservazione
La IUCN Red List, considerato il vasto areale, la popolazione numerosa e la presenza in diverse aree protette, classifica R.colletti come specie a rischio minimo (Least Concern).